# Jarmo Virmavirta

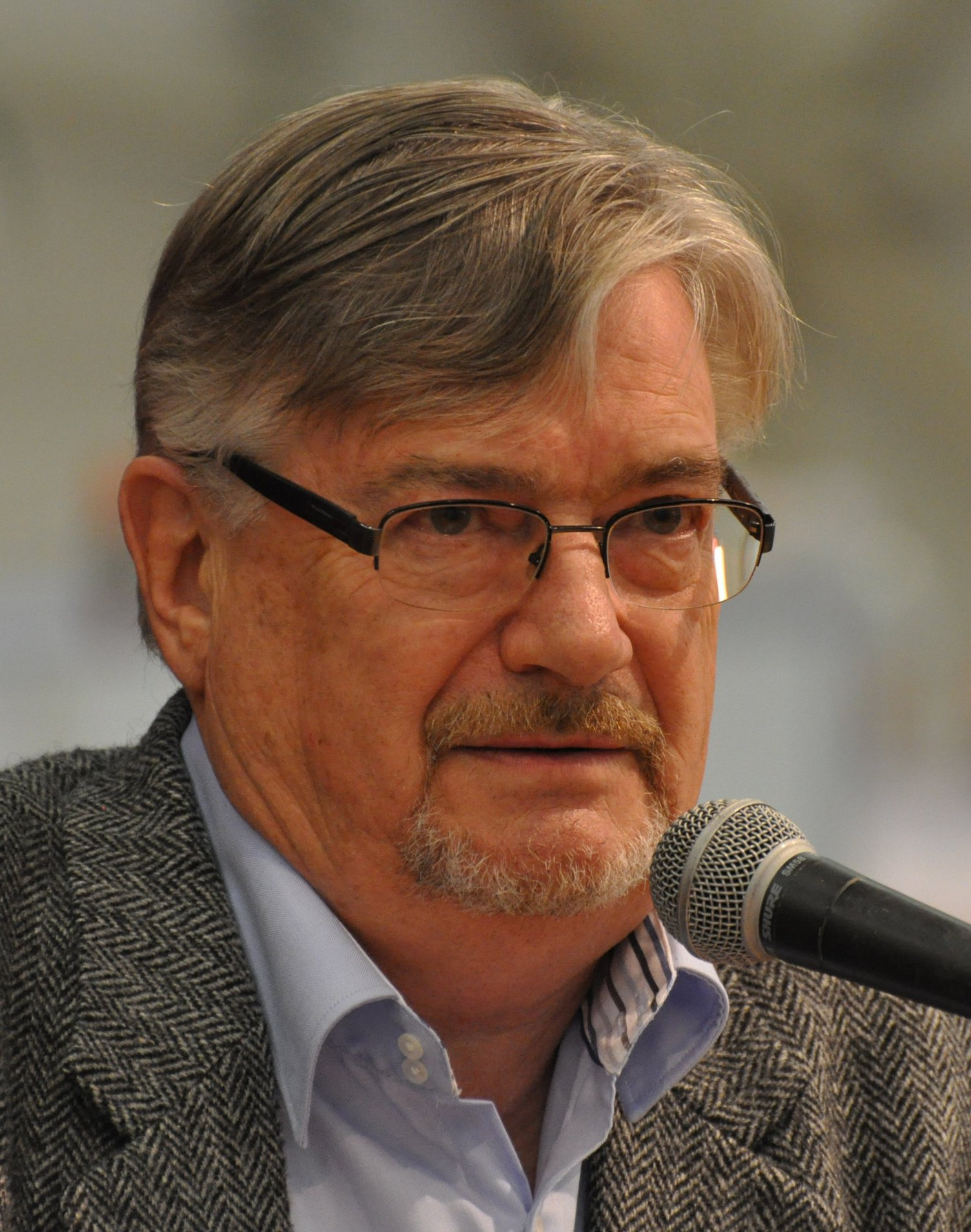
Jarmo Virmavirta på Åbo bokmässa, 2012.

Jarmo Veijo Virmavirta, född 9 maj 1940 i Kullaa, är en finländsk journalist.
Virmavirta blev juris kandidat 1967. Han har varit verksam på en rad ledande poster inom den finländska medievärlden. Han var samlingspartiets informationschef 1970–1975 för att så knytas till Yleisradio som programchef 1975–1977 och nyhetschef 1981–1983. Senare verkade Virmavirta som chefredaktör för en rad tidningar: Turun Sanomat 1983–1990, Uusi Suomi 1990–1991, Länsi-Suomi 1994–1996 och Nykypäivä 1996–2001.
I flera böcker har han analyserat finländsk samtidspolitik, bl.a. Paasikiven perilliset (1973), Politiikan äänetön yhtiömies (1977) och Herää Suomi (1992). I Eino Grön - enemmän kuin tango (1998) porträtteras en av ikonerna inom finsk populärkultur.
Virmavirta erhöll professors titel 2000. 